# Кейхан Кальхор
Кейхан Кальхор (курд. کەیھان کەلھور, Keyhan Kelhur, перс. كيهان كلهر; род. 1963, Тегеран) — исполнитель на кеманче, композитор и виртуоз классической курдской и персидской музыки.

## Биография
Кейхан Кальхор, родившийся в курдской семье, в Тегеране в 1963 году. С семи лет начал изучать музыку, в тринадцать он уже играл в Национальном оркестре Радио и Телевидения Ирана.
Продолжая своё музыкальное образование под руководством различных педагогов, Кальхор изучил персидскую традицию радифа и, кроме того, ездил учиться в северную часть провинции Хорасан, чьи музыкальные традиции находятся не только под персидским, но и курдским, а также тюркским (азербайджанским) влиянием.
Позднее он переехал в Рим и Оттаву, ещё позже — в США, чтобы изучать классическую европейскую музыку. В 2004 году две композиции Кейхана Кальхора были выдвинуты в США на премию Грэмми.
Кальхор стремится к тому, чтобы его музыка преодолевала культурные границы. Он сочинял композиции и выступал в качестве исполнителя вместе с такими знаменитыми иранскими вокалистами, как Мухаммед Реза Шаджарян и Шахрам Назери.
Он также писал произведения и выступал вместе с индийским мастером ситара Шуджатом Хуссейн Ханом и индийским исполнителем на табла Свапаном Чаудхури. Втроем они создали группу под названием «Газаль» и выпустили несколько альбомов.
Кейхан Кальхор сотрудничал и с турецким виртуозом багламы (большого саза с семью струнами) Эрдалем Эрзинканом — причем они исполняли как турецкие, так и персидские произведения. Одно время Кальхор работал и в ансамбле Йо Йо Ма «Проект Великий Шелковый путь» в США, и с Кронос-Квартетом.
Кроме каманче, Кейхан Кальхор также играет на сетаре — ещё одном иранском инструменте. А ещё он сам изобрел особый инструмент, похожий на каманче, под названием «шах-каман».

## Работы
- Ghazal: Lost Songs of the Silk Road, 1997
- Solo Album Scattering Stars Like Dust, 1998
- Ghazal 2: As Night Falls on the Silk Road, 1998
- Shahram Nazeri and Dastan: Through Eternity, 1999
- Ghazal 3: Moon Rise over the Silk Road, 2000
- M.R. Shajarian: Night Silence Desert, 2000
- Kronos Quartet: Caravan, 2000
- Masters of Persian Music: It’s Winter, 2001
- Yo-Yo Ma and Silk Road Ensemble: Silk Road Journeys: When Strangers Meet, 2001
- Masters of Persian Music: Without You, 2002
- Ghazal: The Rain, 2003
- Ali Akbar Moradi: In the Mirror of the Sky, 2004
- Masters of Persian Music: Faryad, 2005
- Yo-Yo Ma and the Silk Road Ensemble: Silk Road Journeys: Beyond the Horizon, 2005
- Erdal Erzincan: The Wind, 2006
- Masters of Persian Music: Saze Khamoosh, 2007
- Masters of Persian Music: Soroude Mehr, 2007
- Kamancheh Improvisation Played by Kayhan Kalhor — Silk Road Project
- MENU0:00
- Problems listening to this file? See media help.
- The Silk Road Ensemble with Yo-Yo Ma: New Impossibilities, 2007
- Brooklyn Rider: Silent City, 2008
- The Silk Road Ensemble: Off the Map, 2009
- Voices of the Shades, 2011
- I Will Not Stand Alone, with Ali Bahrami Fard, 2012